# رالف بوتينغ
رالف بوتينغ (بالإنجليزية: Ralph Botting)‏ هو لاعب كرة قاعدة أمريكي، ولد في 12 مايو 1955 في بلدية هلتون في الولايات المتحدة.

## وصلات خارجية
- رالف بوتينغ على موقعبيزبول رفرنس.كوم (الدوري الرئيسي) (الإنجليزية)
- رالف بوتينغ على موقعبيزبول رفرنس.كوم (الدوري الثانوي) (الإنجليزية)
- رالف بوتينغ على موقع مشجعي الرسوم البيانية (الإنجليزية)